# 후연

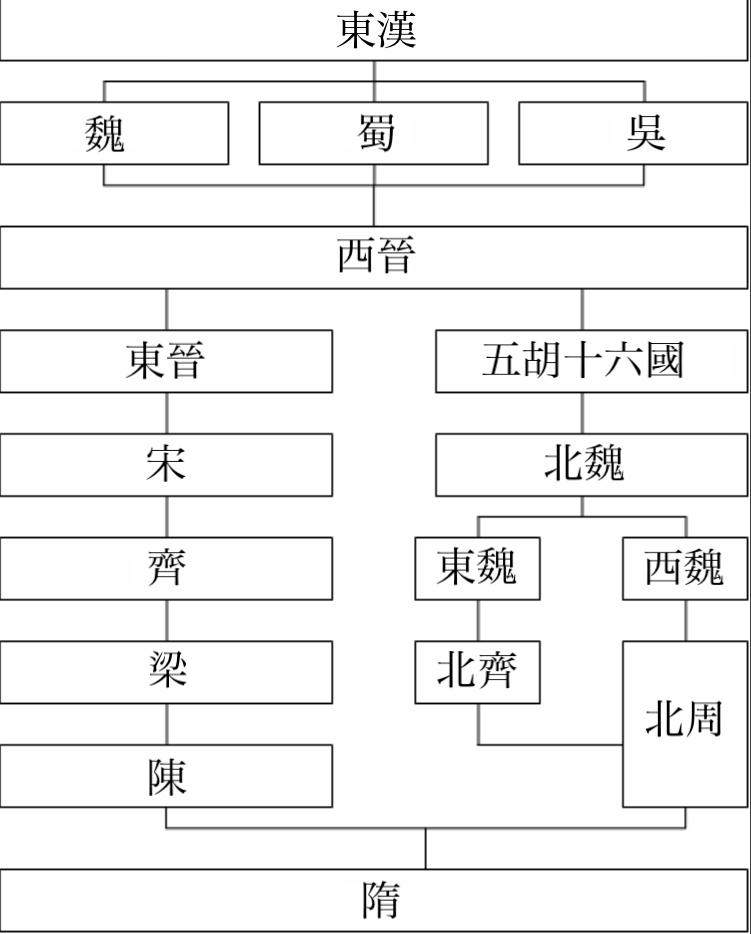
위진 남북조 시대(220~589) 왕조들의 계통도: 위진 시대는 220~420, 남북조 시대는 439~589

후연(後燕, 384년 ~ 407년)은 오호십육국시대 선비족 모용수가 건국한 나라이다. 국호는 연(燕)이지만, 동시대에 같은 이름을 가진 나라가 4개(전연·서연·남연·북연)나 되기 때문에, 두 번째로 건국된 이 나라를 후연이라고 부르며 구별하였다. 후연은 고구려와 끊임없이 대립했으며, 훗날 고구려 왕족 출신의 고운이 황위를 찬탈하고 북연(407년 ~ 436년)을 세우면서 멸망하였다.

## 역사
전연이 멸망한 뒤 전연의 왕족이었던 모용수는 전진의 부견 휘하에서 복무하였다. 383년, 부견이 비수대전에서 패배하자 모용수는 이를 기회로 독립하기로 마음먹고 부견을 설득하여 곁을 떠나 하북의 업으로 들어갔다. 이때 정령족의 적빈(翟斌)이 낙양 근방에서 반란을 일으켰고 모용수는 토벌을 위해 출진하였다. 업성을 나선 모용수는 감시를 위해 수행한 부비룡(苻飛龍)을 살해하고 군대를 모았으며 적빈의 군대도 흡수하였다.
384년 정월에 모용수는 연왕에 즉위하여 후연을 건국하였다. 모용수는 전진의 부비가 지키는 업을 놓고 1년 동안 공방전을 벌였으며 그 과정에서 기주 대부분을 점령하였다. 385년에 부비가 업을 버리자, 업을 점령하여 하북을 평정하였다. 6월에 고구려의 고국양왕은 군사 4만 명을 내어 후연의 요동을 습격하였다. 이에 앞서, 모용수는 모용좌(慕容佐)에게 명하여 용성(龍城)에 진주하게 하였다. 모용좌는 고구려의 군대가 요동을 습격하였다는 소문을 듣고 사마 학경(郝景)을 시켜 군사를 거느리고 가서 구원하게 하였으나, 고구려의 군대가 그들을 쳐서 이기고, 마침내 요동과 현도를 함락시켜 남녀 1만 명을 사로잡아 돌아갔다. 겨울 11월에 후연의 모용농이 군사를 거느리고 고구려에 쳐들어 가서, 요동·현도 2군을 다시 차지하였다. 처음에 유주와 기주의 유랑민들이 많이 투항하여 왔으므로, 모용농이 범양 사람 방연(龐淵)을 요동태수로 삼아 이들을 불러 위무하게 하였다.386년에 중산에 수도를 정하고 황제에 즉위하였다.
이후 후연은 392년에 정령족의 적위, 394년에 서연을 멸망시켰으며 동진 세력을 축출하고 산동반도 일대를 점령하였다. 한편 북방의 탁발부의 내전에 개입하여 탁발규가 북방을 통일하는데 도움을 주었다. 탁발규의 북위가 성장하자 위협을 느낀 모용수는 394년에 북위를 공격하였으나 참합피(參合陂)에서 대패하였으며, 이듬해 2차 정벌을 하였으나 도중에 병사하였다.
모용수의 뒤를 이은 모용보는 즉위하자마자 무리하게 개혁을 시도하다가 민심을 잃었으며 396년 8월에 북위의 침공을 받았다. 후연군은 북위의 침입에 거점에서 농성하며 맞섰으나 농성이 길어지자 모반 사건이 일어났다. 이로 인해 수도 중산을 유지할 수 없었던 모용보는 중산을 버리고 요서의 용성(龍城)으로 수도를 옮겼다. 버려진 중산에서는 모용상·모용린이 차례로 황제를 자칭하기도 하였으나 곧 함락되었으며 업을 지키던 모용덕은 중산 함락 직후인 398년에 황하 남쪽의 활대(滑臺)로 이동하여 남연을 건국하였다. 한편 용성의 모용보는 398년에 영토를 수복하기 위해 진격하던 도중 군대 내부에서 모반이 일어나 쫓겨났으며, 각지를 떠돌다가 끝내 반란군의 지도자 난한에게 살해되었다.
난한은 창려왕을 자칭하며 후연을 다스렸으나, 곧 모용보의 아들 모용성에게 살해되었고, 모용성이 후연의 군주가 되었다. 모용성은 종친과 공신들을 무자비하게 숙청하면서 공포정치를 하였고 이로 인해 많은 모반 사건이 일어났으나 모두 진압되었다. 400년에는 고구려를 공격하여 신성 등 700여 리의 땅을 탈취하였다. 401년에 모반으로 모용성이 죽고 모용수의 아들 모용희가 즉위하였다.
모용희는 사치를 일삼고 폭정을 행하여 민심을 잃었다. 또한 402년, 404년에 고구려의 침입을 받아 요동 일대, 요서 일부, 유주 지방과 만리장성 일대까지 모두 상실하고 수도까지 위협받았다. 이에 모용희는 반격을 시도하였으나 무리한 작전으로 희생만 컸을 뿐 모두 실패하였다. 407년 고구려의 5만 대군이 6개의 성을 점령하여 후연이 멸망 직전으로 가자 정변이 일어나 모용희가 살해되고 모용보의 양자 모용운(고운이 옹립됨으로써 후연은 멸망하고 북연이 성립되었다.
일부에서는 고운의 재위까지를 후연 정권으로 보기도 한다. 이에 따르면 후연의 멸망은 고운의 사망 이후이다.

## 역대 군주
| 대수   | 묘호             | 시호                              | 휘             | 연호                                              | 재위기간      | 능호           |
| ------ | ---------------- | --------------------------------- | -------------- | ------------------------------------------------- | ------------- | -------------- |
| 제1대  | 연 세조 (燕世祖) | 무성황제 (武成皇帝)               | 모용수(慕容垂) | 연원(燕元) 384년 ~ 386년 건흥(建興) 386년 ~ 396년 | 384년 ~ 396년 | 선평릉(宣平陵) |
| 제2대  | 연 열종 (燕烈宗) | 혜민황제 (惠愍皇帝)               | 모용보(慕容寶) | 영강(永康) 396년 ~ 398년                          | 396년 ~ 398년 | -              |
| 비정통 | -                | 창려왕 (昌黎王) <찬탈 군주>       | 난한(蘭汗)     | 청룡(靑龍) 398년                                  | 398년         | -              |
| -      | -                | 헌장황제 (獻莊皇帝) (소무제 추숭) | 모용령(慕容令) | -                                                 | -             | -              |
| 제3대  | 연 중종 (燕中宗) | 소무황제 (昭武皇帝)               | 모용성(慕容盛) | 건평(建平) 398년 장락(長樂) 399년 ~ 401년         | 398년 ~ 401년 | 흥평릉(興平陵) |
| 제4대  | -                | 소문황제 (昭文皇帝)               | 모용희(慕容熙) | 광시(光始) 401년 ~ 406년 건시(建始) 407년         | 401년 ~ 407년 | -              |

## 같이 보기
- 선비족
- 정령족
- 적위
- 선우조
- 북연